# خورشیدگرفتگی ۱۶ ژانویه ۲۰۹۴
خورشیدگرفتگی ۱۶ ژانویه ۲۰۹۴ (به انگلیسی: Solar eclipse of January 16, 2094) یک خورشیدگرفتگی از نوع خورشیدگرفتگی کامل است. این خورشیدگرفتگی در تاریخ ۱۶ ژانویه ۲۰۹۴ میلادی (‎۲۷ دی ۱۴۷۲ خورشیدی) روی خواهد داد که زمان اوج آن، ساعت ۱۸:۵۹:۰۳ به‌وقت ساعت هماهنگ جهانی است. مدت زمان و طول این خورشیدگرفتگی ۱ دقیقه و ۱۵ ثانیه خواهد بود.